# Klemens Rudnicki

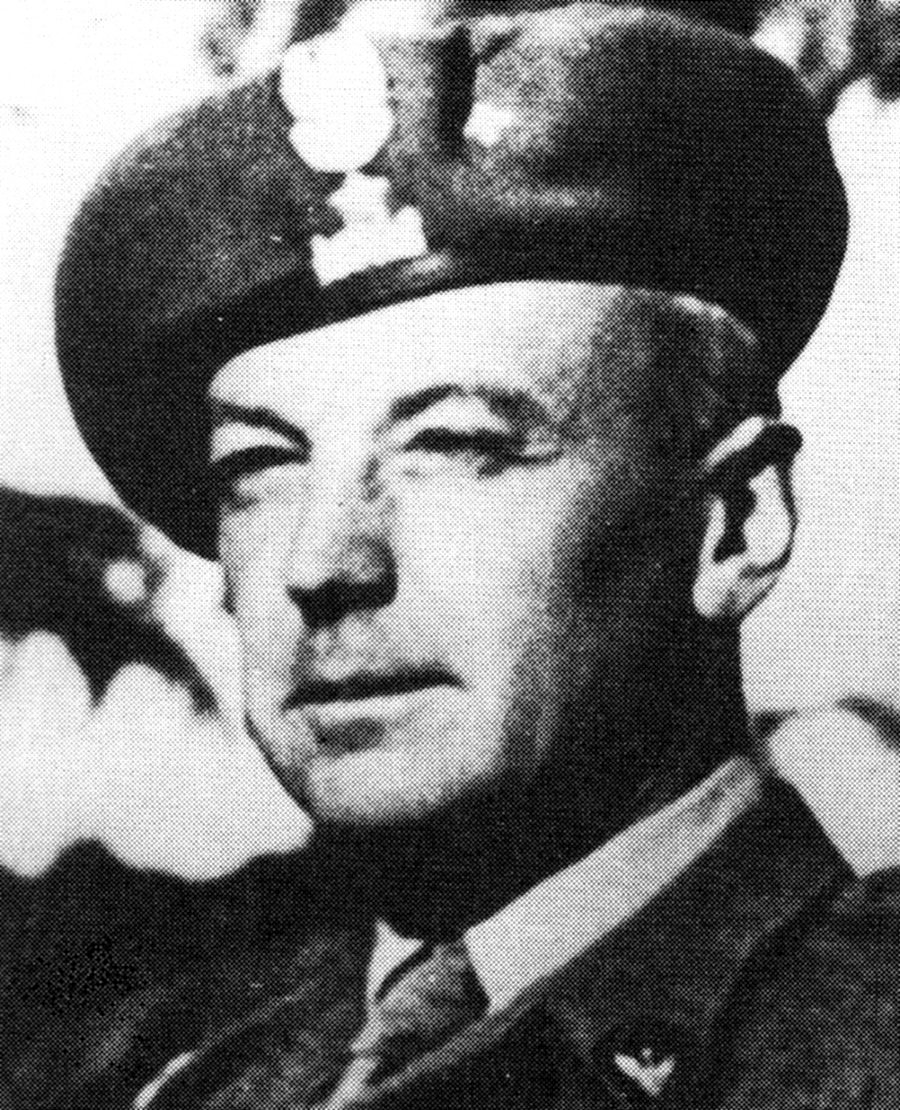
Klemens Rudnicki 1944

Klemens Stanisław Rudnicki, ps. „Klimek” (ur. 28 marca 1897 w Żydaczowie, zm. 12 sierpnia 1992 w Londynie) – oficer dyplomowany kawalerii Wojska Polskiego II Rzeczypospolitej i Polskich Sił Zbrojnych. Uczestnik I i II wojny światowej, ostatni dowódca 1 Dywizji Pancernej. 1 kwietnia 1945 roku mianowany generałem brygady, a 11 listopada 1990 roku mianowany przez Prezydenta RP na uchodźstwie generałem dywizji.

## Życiorys
Pochodził z rodziny senatorskiej Rudnickich pieczętującej się herbem Lis. Był synem Zygmunta Wolfganga (1859–1918), starosty trembowelskiego i Stefanii Euzebii Marynowskiej herbu Niezgoda. Wnuk pisarki Zofii z Mrozowickich Rudnickiej, prawnuk oficera wojsk Księstwa Warszawskiego, uczestnika wojny z Rosją 1812, pioniera przemysłu cukrowniczego na ziemiach polskich Franciszka Mrozowickiego, praprawnuk członka władz tymczasowych Galicji w 1809 roku Stanisława Mrozowickiego, prapraprawnuk komendanta obrony Baru podczas konfederacji barskiej w 1768, regimentarza wojsk koronnych  Adama Mrozowickiego. 
W Trembowli uczęszczał do szkoły powszechnej i od 1906 do tamtejszego Gimnazjum Klasycznego. Działał w „Zarzewiu” i w Drużynach Strzeleckich. Należał do I Drużyny Skautowej im. Zofii Chrzanowskiej w Trembowli, zorganizowanej przez Tadeusza Dobrowolskiego. W 1913 wyjechał z Andrzejem Małkowskim na zlot Imperial Scout Exhibition w Birmingham w Anglii. Maturę zdał w 1914 w Zakopanem, dokąd przeniosła się rodzina. 

### I wojna światowa
Od sierpnia do września 1914 wraz ze swoją drużyną skautową służył ochotniczo w 3 kompanii batalionu tarnopolskiego w formowanym do walki z Rosją Legionie Wschodnim, a po jego rozwiązaniu został wcielony w listopadzie 1914 jako tzw. jednoroczny ochotnik do 15 Pułku Piechoty w armii austriackiej z kwaterą w Tarnopolu pod komendę płk. Rudolfa Rudla. W listopadzie 1916 ukończył szkołę oficerską na Morawach (zapewne w Hranicach) i został jako chorąży piechoty wysłany z oddziałem na front włoski. Ciężko ranny pod Mori w walkach nad Isonzo przeciwko Włochom 12 lipca 1917. Przebywał na leczeniu w szpitalach w Wiedniu, Innsbrucku i Lwowie, a później w Krakowie, gdzie zapisał się na studia agronomiczne na Studium Rolniczym Uniwersytetu Jagiellońskiego, zaliczył trzy semestry i doczekał końca wojny. Na podporucznika został awansowany na początku 1918 ze starszeństwem z 1 grudnia 1917 w korpusie oficerów rezerwy piechoty.

### II Rzeczpospolita
Wziął udział w rozbrajaniu oddziałów austriackich i na początku listopada 1918 roku został przyjęty do Wojska Polskiego. Zweryfikowany w stopniu rotmistrza ze starszeństwem z dniem 1 czerwca 1919 służył w 2 Pułku Szwoleżerów Rokitniańskich, wcześniej noszącym nazwę 2 Pułku Ułanów Legionów. W listopadzie 1918 został skierowany pod Lwów w składzie sztabu improwizowanej grupy wypadowej rtm. Rolanda Bogusza. Od grudnia 1918 do lipca 1919 dowodził plutonem w półszwadronie jazdy dywizyjnej ppor. Andrzeja Kunachowicza w walkach polsko-ukraińskich o Lwów, a od stycznia 1920 uczestniczył w przejmowaniu Pomorza przez Front Pomorski gen. Józefa Hallera i był delegowany do szwadronu honorowego na uroczystość zaślubin Polski z morzem. W składzie 4 szwadronu 2 pułku szwoleżerów na początku maja 1920 wziął udział w zdobyciu Białej Cerkwi podczas wyprawy kijowskiej, walczył w jego szeregach w wojnie polsko-bolszewickiej (m.in. przeciwko Konarmii) do października 1920. Za udział w tych walkach otrzymał Krzyż Virtuti Militari V klasy. Do 1922 dowodził 4 szwadronem pułku. W 1926 odbył kurs doszkolenia młodszych oficerów kawalerii w Centralnej Szkole Kawalerii w Grudziądzu.
11 czerwca 1927 roku został przeniesiony do Korpusu Ochrony Pogranicza na stanowisko dowódcy 7 szwadronu kawalerii w Podświlu, pozostając nadetatowym oficerem 2 pułku szwoleżerów. 18 lutego 1928 roku awansował na majora ze starszeństwem z dniem 1 stycznia 1928 roku i 31. lokatą w korpusie oficerów kawalerii. 23 grudnia 1929 roku został powołany do Wyższej Szkoły Wojennej w Warszawie, w charakterze słuchacza Kursu 1929–1931. Z dniem 1 września 1931 roku, po ukończeniu kursu i uzyskaniu dyplomu naukowego oficera dyplomowanego, przeniesiony został do Wyższej Szkoły Wojennej na stanowisko wykładowcy taktyki ogólnej. Od kwietnia do września 1933 roku był zastępcą dowódcy 7 Pułku Strzelców Konnych Wielkopolskich, a następnie słuchaczem kursu oficerów sztabowych kawalerii w Grudziądzu. Mianowany w styczniu 1934 podpułkownikiem wrócił do Wyższej Szkoły Wojennej na stanowisko kierownika Katedry Taktyki Ogólnej. W październiku 1938 został dowódcą 9 Pułku Ułanów Małopolskich, stacjonującego w garnizonie Trembowla i przydzielonego do Podolskiej Brygady Kawalerii. 

### II wojna światowa
Na czele tego pułku walczył w kampanii wrześniowej 1939 w bitwie nad Bzurą w składzie Armii Poznań gen. Tadeusza Kutrzeby, a od 23 września w obronie Warszawy w składzie Zbiorczej Brygady Kawalerii gen. Romana Abrahama. Po zakończeniu walk z płk. Tadeuszem Komorowskim i ppłk. Edwardem Godlewskim założył w Krakowie organizację konspiracyjną pod nazwą Kaerge (od inicjałów twórców); pełnił w niej rolę szefa sztabu i zastępcy komendanta, płk. Komorowskiego. Wyznaczony także zastępcą komendanta Związku Walki Zbrojnej na obszar okupacji sowieckiej z siedzibą we Lwowie, gen. Michała Tokarzewskiego-Karaszewicza, w nocy 24/25 lutego 1940 przekroczył granicę niemiecko-radziecką pod Muniną i został aresztowany przez NKWD pod fałszywą tożsamością Józef Rumiński. Trafił do więzienia na Łubiance w Moskwie. Nierozpoznany, był więziony m.in. w Przemyślu i Dniepropietrowsku, a w czerwcu 1941 został skazany za nielegalne przekroczenie granicy na 5 lat zesłania w Kirowie, gdzie pracował przy wyrębie lasu. 
Zwolniony po wybuchu wojny niemiecko-sowieckiej na mocy układu Sikorski-Majski, odbył spotkanie z komisarzem ludowym spraw wewnętrznych Ławrientijem Berią i pod koniec września 1941 objął stanowisko zastępcy szefa sztabu Polskich Sił Zbrojnych w ZSRR, płk. dypl. Leopolda Okulickiego. 11 grudnia 1941 roku został mianowany pułkownikiem w korpusie oficerów kawalerii, a na początku 1942 – zastępcą dowódcy 6 Lwowskiej Dywizji Piechoty, gen. Tokarzewskiego-Karaszewicza, w Uzbeckiej SRR. Po ewakuacji do Chanakin w Iraku objął we wrześniu 1942 dowodzenie 6 Samodzielną Brygadą Strzelców – najpierw w składzie 6 Dywizji Strzelców (poprzednio 6 DP), a po jej rozwiązaniu w ramach reorganizacji Armii Polskiej na Wschodzie od marca 1943 w składzie 5 Kresowej Dywizji Piechoty, w której był zastępcą dowódcy, płk. Nikodema Sulika. 30 kwietnia 1943 rozmawiał ze swym przyjacielem gen. Tadeuszem Klimeckim, szefem sztabu Naczelnego Wodza gen. Władysława Sikorskiego, zapewniając go, że spisek antyrządowy rtm. dypl. Jerzego Klimkowskiego przeciwko gen. Sikorskiemu jest pozbawiony „oddźwięku w linii poza pułkami kawalerii”. 

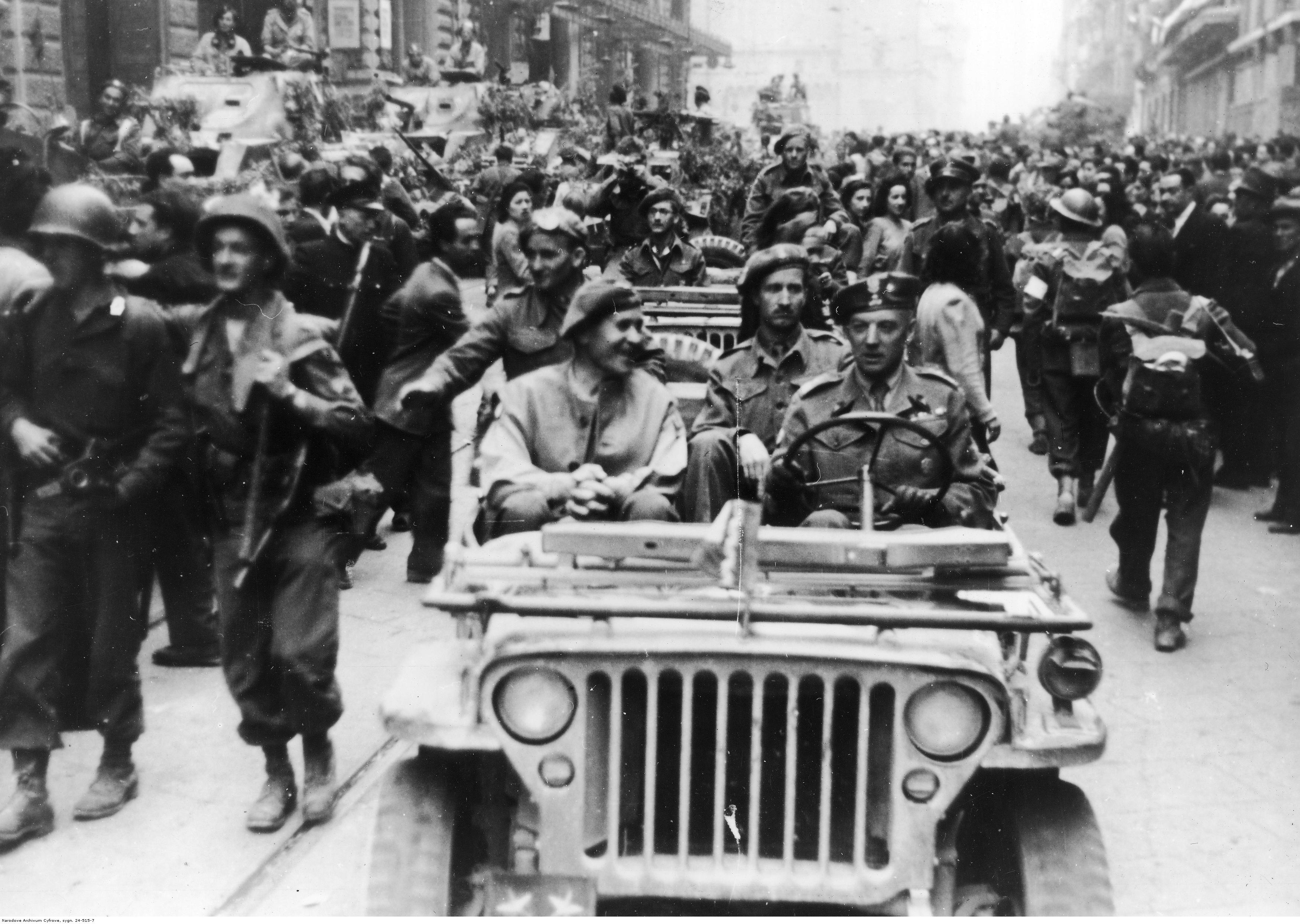
Wkroczenie oddziałów 2 Korpusu Polskiego do Bolonii. W samochodzie gen. Klemens Rudnicki (za kierownicą) i gen. Zygmunt Bohusz-Szyszko

W październiku 1943 został zastępcą dowódcy 5 KDP. Z jednostką tą walczył jako dowódca liniowy w bitwie o Monte Cassino (I–V 1944, szturm na wzgórza Widmo i Sant'Angelo), w bitwie o Ankonę (VI–VII 1944, zastępując rannego gen. Sulika) i w bitwie o Bolonię (IV 1945), w całej kampanii włoskiej zyskując sobie miano dobrego dowódcy. W październiku 1944 w Predappio, zdobytej przez 18 Lwowski Batalion Strzelców miejscowości rodzinnej Benita Mussoliniego, wpisał do księgi pamiątkowej w grobowcu Mussolinich słowa „La Polonia non è liquidata”, nawiązując do ogłoszenia likwidacji państwa polskiego w przemówieniu włoskiego dyktatora do bolońskich faszystów w Rzymie we wrześniu 1939. 1 kwietnia 1945 awansowany do stopnia generała brygady. Na czele oddziałów własnego zgrupowania Rud dokonał 21 kwietnia 1945 uroczystego wjazdu do wyzwolonej Bolonii. Następnie przeszedł na stanowisko zastępcy dowódcy 1 Dywizji Pancernej w północno-zachodnich Niemczech, gen. Stanisława Maczka, a 23 maja (już po zakończeniu działań wojennych) przejął z rąk gen. Maczka dowodzenie dywizją.

### Okres powojenny
Na terenie Niemiec kierował zadaniami okupacyjnymi dywizji w ramach Brytyjskiej Armii Renu i koordynował opiekę nad ludnością, w tym nad Polakami odmawiającymi uznania Tymczasowego Rządu Jedności Narodowej. W marcu 1946 wziął wraz z generałami Władysławem Andersem, Stanisławem Maczkiem i Józefem Wiatrem udział w konferencji w Londynie dotyczącej rozformowania Polskich Sił Zbrojnych na wezwanie rządu brytyjskiego Clementa Attleego, a następnie w radzie gabinetowej pod przewodnictwem prezydenta RP na uchodźstwie Władysława Raczkiewicza. 
Po demobilizacji w 1947 osiadł w Londynie. Był zastępcą gen. Stanisława Kopańskiego, inspektora generalnego Polskiego Korpusu Przysposobienia i Rozmieszczenia. Autor wspomnień Na polskim szlaku wydanych w Londynie przez Gryf Publications w 1952 roku (kilkakrotnie wznawianych, m.in. w 1990 nakładem Ossolineum). W latach 1953–1955 pracował w galerii sztuki Omel Gallery przy New Bond Street w Londynie. Po 10 latach życia cywilnego uzyskał bezprocentową pożyczkę, dzięki której założył salon meblowy z antykami. Zajmując się restauracją dzieł malarskich odnowił XVIII-wieczny plafon w pałacu Moor Park w Rickmansworth i grupę portretów w opactwie benedyktynek w Jouarre, wykonywał także zlecenia w Ameryce Północnej. 
Od 1966 do początku 1992 był prezesem Zrzeszenia Kół Pułkowych Kawalerii w Wielkiej Brytanii. Działał w Kole Generałów i Pułkowników Byłych Dowódców Wielkich Jednostek. Od października 1980 roku był Generalnym Inspektorem Sił Zbrojnych. 3 maja 1983 został powołany na członka Głównej Komisji Skarbu Narodowego Rzeczypospolitej Polskiej. Był także prezesem Rady Organizacji Kombatanckich, prezesem Rady Wojska, prezesem Zrzeszenia Kawalerii, powiernikiem Polskiej Fundacji Kulturalnej i kanclerzem Kapituły Orderu Virtuti Militari.
11 listopada 1990 roku prezydent RP na uchodźstwie Ryszard Kaczorowski awansował go do stopnia generała dywizji. W grudniu 1990 Rudnicki wziął udział w uroczystym przekazaniu przedwojennych insygniów władzy na Zamku Królewskim w Warszawie. W listopadzie 1991 ponownie odwiedził Polskę, gdzie spotkał się z Janem Krzysztofem Bieleckim, ministrem obrony narodowej Piotrem Kołodziejczykiem, marszałkiem Sejmu Wiesławem Chrzanowskim i dziennikarką Ewą Berberyusz, a także złożył swój Złoty Krzyż Virtuti Militari w Sanktuarium Matki Bożej Jazłowieckiej w Szymanowie. Uczestniczył wówczas także w akcie przekazania tradycji 1 Dywizji Pancernej 11 Drezdeńskiej Dywizji Zmechanizowanej. Po powrocie do Wielkiej Brytanii zamieszkał w domu weteranów Antokol pod Londynem. 
Zmarł w Londynie 12 sierpnia 1992, jego prochy zostały złożone w Pomniku Rokitniańczyków na Cmentarzu Rakowickim w Krakowie.

## Rodzina
Był żonaty z Wandą Marią Scazighino (1903–1986), córką Feliksa i Stanisławy z Pawlikowiczów-Komarnickich h. Sas, absolwentką Głównej Szkoły Gospodarczej Żeńskiej prowadzonej przez Janinę Karłowicz w Snopkowie pod Lwowem. Teściowie wraz z bratową Wandy, Bronisławą z d. Halban (córką Alfreda Halbana) i jej dwoma synami Rogerem i Feliksem zostali deportowani w głąb ZSRR. 
Miał trzy córki: Leopoldynę (Lenę, 1924–2010), Krystynę (Krzysię, 1925–1944) i Stefanię (1929–2004), która wyszła za inżyniera Janusza Przemienieckiego. Żona i córka Krystyna należały do Armii Krajowej, Krystyna była sanitariuszką i zginęła w powstaniu warszawskim. 
Jego młodszy brat, major kawalerii Karol Rudnicki, był ofiarą zbrodni katyńskiej.

## Wywód przodków
| 4. Teodor Józef Rudnicki      |  |                        |  |  |                     |
|                               |  | 2. Zygmunt Rudnicki    |  |  |                     |
| 5. Zofia Kazimiera Mrozowicka |  |                        |  |  |                     |
|                               |  |                        |  |  | 1. Klemens Rudnicki |
| 6. Mieczysław Marynowski      |  |                        |  |  |                     |
|                               |  | 3. Stefania Marynowska |  |  |                     |
| 7. Zofia Gostkowska           |  |                        |  |  |                     |
|                               |  |                        |  |  |                     |

## Ordery i odznaczenia
- Krzyż Złoty Orderu Wojskowego Virtuti Militari (za wojnę 1939)
- Krzyż Złoty Orderu Virtuti Militari nr 37 (za bitwę pod Monte Cassino)[26]
- Krzyż Srebrny Orderu Wojskowego Virtuti Militari nr 8163 (za wojnę 1918–1920)
- Wielka Wstęga Orderu Odrodzenia Polski (2 marca 1987)[27][28]
- Krzyż Walecznych (dwukrotnie w 1921)[29]
- Złoty Krzyż Zasługi (19 marca 1937)[30]
- Krzyż Pamiątkowy Monte Cassino nr 14811[31] (1944)[32]
- Order Oranje-Nassau II klasy (Holandia) (3 kwietnia 1946)[32]
- Order Wybitnej Służby (Wielka Brytania) (31 grudnia 1944)[32]
- Srebrny Medal Waleczności II klasy (Austro-Węgry)[33]
- Krzyż Wojskowy Karola (Austro-Węgry)[33]